# Alastor ardens
Alastor ardens är en stekelart som beskrevs av Kostylev 1935. Alastor ardens ingår i släktet Alastor och familjen Eumenidae. Inga underarter finns listade i Catalogue of Life.